# GAGAGA文庫
GAGAGA文庫（日語：ガガガ文庫）是小學館在2007年5月24日創刊的輕小說文庫系列。
是繼2001年同出版社休刊的Super Quest文庫後再度加入輕小說市場，但在創刊時報導的有如新加入市場一般。

## 簡介
- 在成立時事實上繼承了Super Quest文庫的路線，初期作品以遊戲和小說化作品為中心。
- 另一方面一年前的2006年4月開始，和姐妹文庫LuLuLu文庫一同舉辦「小學館輕小說大獎」，同時在網站上招募插畫家。
- 以「少年向娛樂」為廣告詞，作為新嘗試而成立將日本近代文學加入輕小說色彩改寫的跳譯系列。
- 有出版能夠分類到官能小說，充滿色情和暴力的作品，在創刊同時也出版了成人遊戲的改編小說，有和廣告詞不符的批評。

## 作品一覽

### 東立出版社
- 臨界殺機（神崎紫電／kyo）
- 學園歌劇！（山川進／よし☆ヲ）
- 神明大人會把笑心○○○？（荒川工／ことみようじ）
- 黑與藍 Black&Blue（中岡潤一郎／藤城陽）
- M之奇談（三上康明／水沢深森）
- 人氣妹妹與受難的我（夏綠／GIN）
- 利維坦的戀人（犬村小六／赤星建次）
- 羽月莉音的帝國（至道流星／二之膳）
- 有看到我家的魔女嗎？（山川進／CUTEG）
- 於是，他就這樣燒了屋頂（カミツキレイニー／文倉十）
- 脫兔的反擊（秀章／ky）
- 鎖鎖美小姐@不好好努力（日日日／左）
- GJ部（新木伸／あるや）
- 她，唯有一死（石川周／八重樫南）
- CROWN FLINT 雙合透鏡（三上康明／純珪一）
- 傀儡師神樂（賽目和七／マニャ子）
- 人生（川岸毆魚／ななせめるち）
- 如果有妹妹就好了。（平坂讀／カントク）
- 4 cours after 四季之後（水澤夢／bun150）
- 彈珠汽水瓶裡的千歲同學（裕夢／raemz）
- 通往夏天的隧道，再見的出口   (八目迷／kukka)
- 銀荊的告白   (八目迷／kukka)
- 敗北女角太多了！   ( 雨森焚火／伊右群)

### 尖端出版
- 旋風管家 在放春假的白皇學院裡，我看到了夢幻的三千院？ by小颯（原作、作畫：畑健二郎 著：築地俊彦）
- 人類衰退之後（田中羅密歐／山崎透）
- RIGHT×LIGHT（司／近衛乙嗣）
- 對某飛行員的追憶（犬村小六／森澤晴行）
- AURA 〜魔龍院光牙最後的戰鬥〜（田中羅密歐／mebae）
- 只有神知道的世界（有澤真水／若木民喜）
- 罪人與龍共舞（浅井ラボ／宮城）
- 獻給某飛行員的戀歌（犬村小六／森澤晴行）
- 邪神大沼（川岸毆魚／Ixy）
- 綻放花朵的飛行兵器（杉井光／LLO）
- 死亡倒數遊戲～他能在當天免於一死嗎～（小木君人／植田亮）
- 鋼鐵之翼（虛淵玄／中央東口）
- 果然我的青春戀愛喜劇搞錯了。（渡航／ぽんかん⑧）
- 寄生彼女砂奈（砂義出雲／瑠奈璃亞）
- 我和妳有致命的認知差異（赤月カケヤ／晩杯あきら）
- 我，要成為雙馬尾（水澤夢／春日步）
- 下流梗不存在的灰暗世界（赤城大空／霜月えいと）
- 魔王之類的啦！（原田源五郎／nyanya）
- 企業傭兵（虛淵玄／廣江禮威）
- 灼熱的小早川同學（田中羅密歐／西邑）
- 獻給某飛行員的夜曲（犬村小六／森澤晴行）
- 弱角友崎同學（屋久悠樹／Fly）

### 台灣東販
- 向森之魔物獻上花束（小木君人／そと）

### 安徽少年儿童出版社
- 我的青春恋爱喜剧果然有问题（渡航／ponkan⑧）

### 99读书人
- 对某飞行员的追忆（犬村小六／森泽晴行）
- 献给某飞行员的恋歌（犬村小六／森泽晴行）
- 献给某飞行员的夜想曲（犬村小六／森泽晴行）
- 时间商人系列（水市惠／KAZUAKI（日语：カズアキ））

### 未代理
- 天元突破 紅蓮螺巖（原作：GAINAX 著：砂山藏澄／品川宏樹）
- 地球防衛少年 〜alternative〜（原作、作畫：鬼頭莫宏 著：大樹連司）
- 日本鎖國 〜my winding road〜（谷崎央佳 原案・監修：曾利文彥／緒方剛志）

## 動畫化作品

### 電視動畫
| 作品名稱                     | 播放時間      | 動畫製作公司           | 備註 |
| ---------------------------- | ------------- | ---------------------- | ---- |
| 人類衰退之後                 | 2012年        | AIC ASTA               |      |
| 鎖鎖美小姐@不好好努力        | 2013年        | SHAFT                  |      |
| GJ部                         | 2013年        | 動畫工房               |      |
| 果然我的青春戀愛喜劇搞錯了。 | 2013年（1期） | Brain's Base           |      |
| 果然我的青春戀愛喜劇搞錯了。 | 2015年（2期） | feel.                  |      |
| 果然我的青春戀愛喜劇搞錯了。 | 2020年（3期） | feel.                  |      |
| 我，要成為雙馬尾             | 2014年        | Production IMS         |      |
| 人生                         | 2014年        | feel.                  |      |
| 獻給某飛行員的戀歌           | 2014年        | TMS/3xCube             |      |
| 下流梗不存在的灰暗世界       | 2015年        | J.C.STAFF              |      |
| 如果有妹妹就好了。           | 2017年        | SILVER LINK.           |      |
| 罪人與龍共舞                 | 2018年        | Seven Arcs             |      |
| 昴宿七星                     | 2018年        | Lerche                 |      |
| COP CRAFT                    | 2019年        | Millepensee            |      |
| 弱角友崎同學                 | 2021年（1期） | project No.9           |      |
| 弱角友崎同學                 | 2024年（2期） | project No.9           |      |
| 月與萊卡與吸血公主           | 2021年        | Arvo Animation         |      |
| 怪人的沙拉碗                 | 2024年        | SynergySP STUDIO COMET |      |
| 敗北女角太多了！             | 2024年        | A-1 Pictures           |      |
| 弹珠汽水瓶里的千岁同学       | 2025年        | feel.                  |      |

### 劇場版
| 作品名稱                      | 播放時間 | 動畫製作公司 | 備註 |
| ----------------------------- | -------- | ------------ | ---- |
| 對某飛行員的追憶              | 2011年   | Madhouse     |      |
| AURA ～魔龍院光牙最後的戰鬥～ | 2013年   | AIC ASTA     |      |
| 通往夏天的隧道，再见的出口    | 2022年   | CLAP         |      |
| 钢铁之翼                      | 待公布   | A-1 Pictures |      |

## 註解
1. ↑  （页面存档备份，存于） （页面存档备份，存于） （页面存档备份，存于） （页面存档备份，存于） （页面存档备份，存于） （页面存档备份，存于）  （页面存档备份，存于）
2. ↑   （页面存档备份，存于）

## 外部連結
- 小學館·GAGAGA文庫（页面存档备份，存于）
- GAGAGA文庫編輯部